# Sơn ca mặt trời
Sơn ca mặt trời hay Sơn ca châu Phi, tên khoa học Galerida modesta, là một loài chim trong họ Sơn ca.
Loài chim này được tìm thấy trong Benin, Burkina Faso, Cameroon, Cộng hòa Trung Phi, Chad, Cộng hòa Dân chủ Congo, Bờ Biển Ngà, Gambia, Ghana, Guinea, Guinea-Bissau, Mali, Niger, Nigeria, Senegal, Sierra Leone, Sudan, Togovà Uganda. Môi trường sống tự nhiên của nó là các hoang mạc và các đồng cỏ đất thấp khô nhiệt đới hoặc cận nhiệt đới.